# Culex bamborum
Culex bamborum é um espécie de mosquito do género Culex, pertencente à família Culicidae.